# 1888 dans le catholicisme
Chronologie du catholicisme
- 1884
- 1885
- 1886
- 1887
- 1888
- 1889
- 1890
- 1891
- 1892

Cet article présente les faits marquants de l'année 1888 dans le catholicisme.

## Évènements
- 15 janvier : Canonisation des Saints Jean Berchmans[1], Pierre Claver et Alphonse Rodriguez.
- 2 au 6 juillet : Congrès eucharistique international à Paris.
- 7 septembre : Érection du diocèse de Lugano par Léon XIII (Bulle Ad Universam - qua fundatur Dioecesis Luganensis in Helvetia).

## Naissances
- 6 janvier : Jean Larregain, prélat et missionnaire français, vicaire apostolique du Yunnan et évêque titulaire d'Arycanda (de) († 2 mai 1942)
- 15 janvier : Bernard J. Quinn, prêtre américain, protecteur des afro-américains, serviteur de Dieu († 7 avril 1940)
- 19 janvier : Ernesto Ruffini, cardinal italien, archevêque de Palerme, fondateur de la Société du service social missionnaire († 11 juin 1967)
- 4 février : Demetrio Moscato, prélat italien, archevêque de Salerne († 22 octobre 1968)
- 10 février : Alfredo Pacini, cardinal italien, diplomate du Saint-Siège et archevêque titulaire de Germia (de) († 23 décembre 1967)
- 13 février : Jean-Julien Weber, prélat français, archevêque-évêque de Strasbourg († 13 février 1981)
- 17 février : Ronald Knox, prêtre anglican puis catholique, théologien et écrivain britannique († 24 août 1957)
- 19 février : Emilio Recchia, prêtre, Juste parmi les nations et vénérable italien († 27 juin 1969)
- 29 février : Domenico Tardini, cardinal italien de la Curie, cardinal-secrétaire d’État († 30 juillet 1961)
- 1er avril : Maurice Chaume, prêtre et historien français († 16 mars 1946)
- 7 avril : Jules Moulier, prêtre français, poète et écrivain de langue basque († 7 février 1958)
- 28 avril : Carlo Agostini, prélat italien, patriarche de Venise († 28 décembre 1952)
- 29 avril : Pierre Douillard, prélat français, évêque de Soissons († 20 août 1963)
- 1er mai : John Francis O'Hara, cardinal américain, archevêque de Philadelphie († 28 août 1960)
- 17 mai : Bienheureux Anton Durcovici, prélat autrichien, évêque de Iași, martyr du communisme († 20 décembre 1951)
- 9 juin : André Martin-Decaen, prêtre et écrivain français, mort pour la France († 12 juin 1917)
- 15 juin : Martin D'Arcy, prêtre jésuite, théologien et philosophe anglais († 20 novembre 1976)
- 8 juillet : Albert Falière, prélat français, archevêque de Mandalay puis archevêque titulaire de Trajanopolis-en-Rhodope (de), précédemment évêque titulaire de Clysma (de) († 12 janvier 1968)
- 17 juillet : Bienheureux Pavol Peter Gojdič, prélat gréco-catholique ruthène, évêque de Prešov, martyr slovaque du communisme († 17 juillet 1960)
- 21 juillet : Carlos Duarte Costa, prélat brésilien, évêque de Botucatu, excommunié pour schisme († 26 mars 1961)
- 4 août : Joseph Chappe, prélat français, évêque du Puy-en-Velay († 12 octobre 1960)
- 9 septembre : Miguel Ángel Builes, prélat et vénérable colombien, évêque de Santa Rosa de Osos († 29 septembre 1971)
- 1er novembre : Bienheureux Michel Sopoćko, prêtre polonais, confesseur de Sainte Faustine Kowalska, fondateur des Sœurs de Jésus Miséricordieux († 15 février 1975)
- 4 novembre : Alain Le Breton, prélat et missionnaire français, évêque de Tamatave († 16 décembre 1964)
- 5 novembre : Jean-Antoine Trocellier, prélat et missionnaire français, vicaire apostolique de Mackenzie et évêque titulaire d'Adramytte (de) († 27 novembre 1958)
- 29 novembre : Manuel Gonçalves Cerejeira, cardinal portugais, patriarche de Lisbonne († 2 août 1977)
- 3 décembre : Henri Van Schingen, prélat jésuite et missionnaire belge, vicaire apostolique du Kwango et évêque titulaire de Phèlbes (de) († 2 juillet 1954)
- 14 décembre : Bienheureuse Adèle Mardosewicz, religieuse et martyre polonais du nazisme († 1er août 1943)
- 29 décembre : Josef Beran, cardinal tchèque, archevêque de Prague, serviteur de Dieu († 17 mai 1969)
- Date précise inconnue : 
  - Bienheureuse Marianna Biernacka, martyre polonaise du nazisme († 13 juillet 1943)
  - T. Lawrason Riggs, prêtre américain, premier aumônier de l'université Yale († 1943)

## Décès
- 11 janvier : René Ildefonse Dordillon, prélat et missionnaire français, vicaire apostolique des îles Marquises et évêque titulaire de Cambysopolis (de) (° 11 octobre 1808)
- 17 janvier : Nicolas-Tolentin Hébert, prêtre et colonisateur canadien (° 10 septembre 1810)
- 25 janvier : Benjamin Joseph Blanger, prélat français, évêque de Limoges (° 19 mars 1821)
- 28 janvier : Dominique Racine, prélat québécois, premier évêque de Chicoutimi (° 21 janvier 1828)
- 31 janvier : Saint Jean Bosco, prêtre et éducateur italien, fondateur des Salésiens (° 16 août 1815)
- 1er février : Bienheureuse Anne Michelotti, religieuse italienne, fondatrice des Petites Servantes du Sacré-Cœur de Jésus pour les pauvres malades (° 29 août 1843)
- 4 février : Giovanni Battista Agnozzi, prêtre italien, diplomate du Saint-Siège (° 2 août 1821)
- 13 février : Jean-Baptiste Lamy, prélat et missionnaire français, premier archevêque de Santa Fe puis archevêque titulaire de Cyzique (de), précédemment vicaire apostolique du Nouveau Mexique et évêque titulaire d'Agathonice (de) (° 11 octobre 1814)
- 3 mars : Jean-Marie Le Joubioux, prêtre et écrivain français en breton (° 2 février 1806)
- 8 mars : Włodzimierz Czacki, cardinal polonais, diplomate du Saint-Siège et Salamine (de) (° 16 avril 1834)
- 14 mars : Bienheureux Jacques Cusmano, prêtre italien, fondateur des Servantes des pauvres et des Missionnaires serviteurs des pauvres (° 15 mars 1834)
- 15 mars : Jacques-Edmé-Henri-Philadelphe Bellot des Minières, prélat français, évêque de Poitiers (° 15 novembre 1822)
- 16 mars : Jean-Baptiste Charbonnier, prélat et missionnaire français, vicaire apostolique du Tanganyika et évêque titulaire d'Utique (de) (° 20 mai 1842)
- 27 mars : Bienheureux François Faà di Bruno, prêtre, officier et mathématicien italien, fondateur des Sœurs minimes de Notre-Dame du Suffrage (° 29 mars 1825)
- 30 mars : Tommaso Maria Martinelli, cardinal italien de la Curie (° 4 février 1827)
- 12 mai : John Joseph Lynch, prélat canadien, archevêque de Toronto (° 6 février 1816)
- 18 mai : Jean-Alphonse Blanchet, prélat français, évêque de Gap et Embrun (° 17 novembre 1829)
- 4 juin : Eugène-Ange-Marie Bouché, prélat français, évêque de Saint-Brieuc et Tréguier (° 7 septembre 1828)
- 15 juin : Eugenio Cecconi, prélat italien, archevêque de (Florence (° 4 février 1834)
- 16 juin : Bienheureuse Marie Thérèse Scherer, religieuse suisse, cofondatrice des Sœurs de la charité de la Sainte-Croix (° 31 octobre 1825)
- 17 juin : Henri Bracq, prélat belge, évêque de Gand (° 16 février 1804)
- 29 juin : Franz Xaver Weninger, prêtre jésuite et missionnaire autrichien aux États-Unis (° 31 octobre 1805)
- 23 juillet : Pierre Bossan, architecte français, constructeur d'églises (° 23 juillet 1814)
- 7 août : François-Édouard Hasley, prélat français, archevêque de Cambrai (° 11 mars 1825)
- 31 octobre : Ignazio Masotti, cardinal italien de la Curie (° 16 janvier 1817)
- 2 novembre : Étienne-Barthélemy Bagnoud, prélat suisse, abbé-évêque de Saint-Maurice (° 1er janvier 1803)
- 7 novembre : Émile Bougaud, prélat français, évêque de Laval (° 26 février 1823)
- 10 novembre : Camille-Albert de Briey, prélat français, évêque de Saint-Dié (° 10 novembre 1826)
- 18 novembre : Louis Besson, prélat français, évêque de Nîmes (° 5 octobre 1821)
- 28 novembre : Paul de Geslin, prêtre et journaliste français (° 27 mars 1817)
- 2 décembre : 
  - Alexis Canoz, prélat et missionnaire jésuite français, évêque de Trichinopoly (° 8 septembre 1805)
  - Franz Xaver Witt, prêtre et musicologue allemand (° 9 février 1834)
- 22 décembre : Isaac Hecker, prêtre américain, fondateur des Paulistes, serviteur de Dieu (° 18 décembre 1819)